# Paradise Lost
Paradise Lost so gothic/doom metal skupina iz angleške grofije Yorkshire. Ustanovljeni so bili leta 1988.

## Zasedba

### Trenutna zasedba
- Nick Holmes - Pevec
- Greg Mackintosh - Kitara
- Aaron Aedy - Kitara
- Steve Edmonson - Bass
- Jeff Singer - Bobni

### Nekdanji člani
- Lee Morris - Bobni
- Matthew Archer - Bobni

## Diskografija

### Albumi
- Lost Paradise - 1990
- Gothic - 1991
- Shades of God - 1992
- Icon - 1993
- Draconian Times - 1995
- One Second - 1997
- Reflection - 1998
- Host - 1999
- Believe In Nothing - 2001
- Symbol of Life - 2002
- at the BBC - 2003
- Paradise Lost - 2005
- In Requiem - 2007
- Faith Divides Us - Death Unites Us - 2009
- Tragic Idol - 2012
- The Plague Within - 2015
- Medusa - 2017
- Obsidian - 2020

### Kompilacije
- The Singles Collection - 1997